# 比塔尔瓦尔
比塔尔瓦尔（Bhitarwar），是印度中央邦Gwalior县的一个城镇。总人口15266（2001年）。

## 人口
该地2001年总人口15266人，其中男性8183人，女性7083人；0—6岁人口2566人，其中男1369人，女1197人；识字率53.86%，其中男性为65.33%，女性为40.62%。